# La Phù
La Phù là một xã thuộc huyện Hoài Đức, thành phố Hà Nội, Việt Nam.

## Vị trí địa lý
Xã La Phù nằm ở phía Nam huyện Hoài Đức
Xã có địa giới hành chính:
- Phía tây bắc giáp xã An Khánh
- Phía tây và phía nam giáp xã Đông La
- Phía đông và đông Bắc giáp quận Hà Đông

## Di tích lịch sử
- Chùa Tổng (Thiên Hưng Tự).
- Chùa Cả (Trung Hưng Tự).
- Chùa Dộc (Quang Lộc tự).
- Đình La Phù.